# Morgenrood (vlinder)
De morgenrood (Lycaena virgaureae, synoniem: Heodes virgaureae) is een vlinder uit de familie Lycaenidae (kleine pages, vuurvlinders en blauwtjes).

## Verspreiding en leefgebied
De vlinder leeft op graslanden en in bosgebieden in koele gematigde streken in Europa en in Azië tot in Mongolië. In Nederland en België is de morgenrood slechts hoogst zelden als dwaalgast aangetroffen. In het Franse Centraal Massief, de Alpen en Pyreneeën is de soort niet bedreigd. De vliegtijd is van juni tot en met september met een generatie per jaar.

## Waardplanten
Waardplant voor de morgenrood zijn zuringsoorten.

## Ondersoorten
- Lycaena virgaureae virgaureae
  - = Polyommatus estonica Huene, 1883
- Lycaena virgaureae alexandrae (Fruhstorfer, 1909)
- Lycaena virgaureae apennina (Calberla, 1888)
- Lycaena virgaureae armeniaca (A. Bang-Haas, 1906)
- Lycaena virgaureae athanagild (Fruhstorfer, 1908)
- Lycaena virgaureae aureomicans (Heyne, 1897)
- Lycaena virgaureae chrysorhoas (Fruhstorfer, 1917)
- Lycaena virgaureae cissites (Fruhstorfer, 1917)
- Lycaena virgaureae juvara (Fruhstorfer, 1908)
- Lycaena virgaureae lena Kurenzov, 1970
- Lycaena virgaureae osthelderi (Fruhstorfer, 1909)
- Lycaena virgaureae pelusiota (Fruhstorfer, 1910)
- Lycaena virgaureae theages (Fruhstorfer, 1917)
- Lycaena virgaureae virgaureola (Staudinger, 1892)
- Lycaena virgaureae zermattensis (Fallou, 1865)

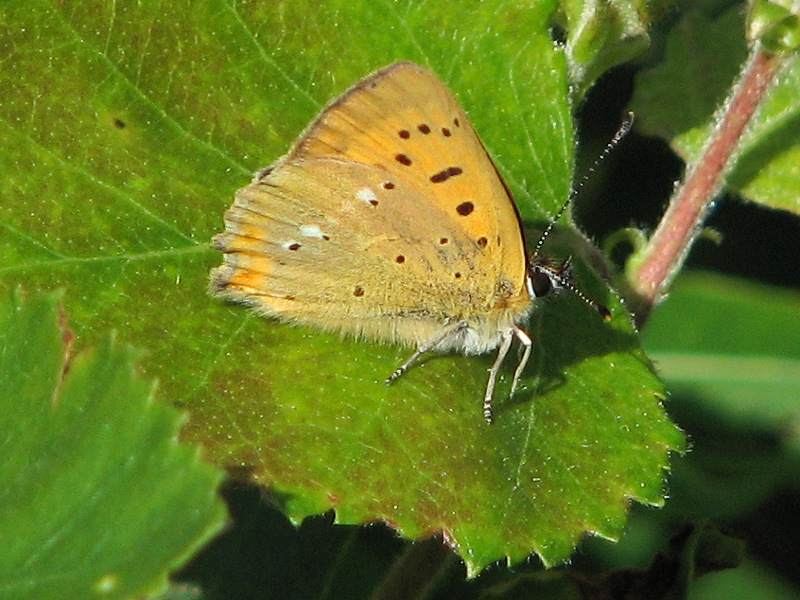